# Amy Finkelstein
Amy Nadya Finkelstein (* 2. November 1973 in New York) ist eine US-amerikanische Wirtschaftswissenschaftlerin und Hochschullehrerin am Massachusetts Institute of Technology (MIT), wo sie die Ford-Professur für Volkswirtschaftslehre (VWL) innehat. 2012 erhielt sie die begehrte John Bates Clark Medal für ihre Verdienste um die Wirtschaftswissenschaften.
2008 ernannte sie der Economist zu einem von acht Top-Nachwuchsökonomen und hob insbesondere Finkelsteins Arbeit im Bereich der Informationsökonomik und der Gesundheitsökonomie hervor, wo sie wesentlich zur Entwicklung neuartiger Methoden zur Untersuchung und Lösung von Problemen asymmetrischer Informationsverteilung beitrug.

## Kindheit und Ausbildung
Von 1991 bis 1995 studierte Finkelstein an der Harvard University Staatswissenschaften, wo sie 1994 zum Mitglied der Ehrengesellschaft Phi Beta Kappa gewählt wurde. 1995 verlieh ihr dann die Harvard University einen A.B. mit der Bestnote summa cum laude. Daraufhin wechselte sie an die Oxford University, an der sie 1997 ihren M.Phil. in Volkswirtschaftslehre erhielt. Nach dem Abschluss ihres Hauptstudiums setzte sie 1998 ihre Studien am Massachusetts Institute of Technology (MIT) fort, wo sie 2001 in Volkswirtschaftslehre promovierte.

## Beruflicher Werdegang
Zwischen ihrem Hauptstudium und ihrer Promotion arbeitete Finkelstein von 1997 bis 1998 als Staff Economist für das Council of Economic Advisers in Washington, D.C. Nach dem Erhalt ihres Ph.D. vom MIT arbeitete erst als Visiting Scholar beim National Bureau of Economic Research (NBER), wo sie außerdem von 2001 bis 2007 als Faculty Research Fellow und später als Research Associate tätig war, im Bereich Demography of Ageing (2001–2002) und anschließend als Junior Fellow für die Harvard Society of Fellows (2002–2005). Anschließend nahm sie eine Stelle als Assistant Professor für VWL am MIT an, wo sie 2007 zum Associate Professor und 2008 zum vollwertigen Professor befördert wurde, bevor sie 2012 die Ford-Professur übertragen bekam. Nebenbei war sie auch Gastprofessor für VWL an der Booth School of Business der University of Chicago.
Parallel war Finkelstein von 2007 bis 2011 ein Mitglied des Komitees für Gesundheitsberatung des Congressional Budget Office (CBO). Weitere Ämter Amy Finkelsteins beinhalten ein Fellowship am TIAA-CREF Institute, Mitarbeit im HRS Monitoring Committee des National Institute of Ageing, im Nominating Committee der American Economic Association sowie eine Mitgliedschaft im Verbund National Institutes of Health, Social Sciences and Population Studies. Seit 2008 ist Finkelstein außerdem Co-Direktor des Public Economics Program des NBER.
Darüber hinaus arbeitet Finkelstein seit 2004 als Redakteurin des Journal of Public Economics.

## Preise und Auszeichnungen
Zu den wichtigsten Preisen und Auszeichnungen, die Amy Finkelstein im Laufe ihrer Karriere gewonnen hat, gehören die John Bates Clark Medal (2012), der Presidential Early Career Award for Scientists and Engineers (2009), der Elaine-Bennett-Forschungspreis (2008), ein Fellowship der Alfred P. Sloan Foundation (2007–2009) sowie der Ernst Meyer Prize der Geneva Association (2003). Weitere Auszeichnungen sind der Graduate Teacher of the Year Award der Graduate Economics Association des MIT (2012), die Arrow Lecture in VWL (2012), die Pashigian Memorial Lecture (2011), der Status eines Young Global Leader beim World Economic Forum (2012), der TIAA-CREF Paul A. Samuelson Award (2008) und der CESifo Distinguished Research Affiliate Award (2006). Auch ist Finkelstein Mitglied der National Academy of Sciences (2018), der American Academy of Arts and Sciences (2012), des Institute of Medicine (2009) und der National Academy of Social Insurance (2007). 2018 erhielt Finkelstein eine MacArthur Fellowship, 2020 wurde sie als Auswärtiges Mitglied in die British Academy gewählt.

## Forschung
Amy Finkelsteins Forschung konzentriert sich auf öffentliche Finanzwissenschaft und Gesundheitsökonomik, mit einem besonderen Schwerpunkt auf Marktversagen in Versicherungsmärkten und der Wirkung wirtschaftspolitischer Maßnahmen auf diese Märkte.

## Werke
- mit Liran Einav: We’ve Got You Covered: Rebooting American Healthcare. Portfolio, New York 2023, ISBN 978-0-593-42123-9.